# NK Brotnjo
NK Brotnjo é uma equipe bósnia de futebol com sede em Čitluk. A equipa foi fundada no ano de 1955.
É considerada a 3.ª equipa mais importante da Bósnia e Herzegovina.[carece de fontes?] Disputa a primeira divisão do país (Premijer Liga).
Seu escudo é parecido com o da Croácia, devido à proximidade com este país.
Seus jogos são mandados no Bare Stadium, que possui capacidade para oito mil espectadores.

## Palmarés
- Premijer Liga: 1

2000
- Copa Bósnio-Croata: 1

1998/99

## Participação em torneios UEFA
- Liga dos Campeões da UEFA: 1 aparição

2001 - Primeira Ronda Classificatória 
- Copa da UEFA: 1 aparição

2002 - Ronda Preliminar
- Copa Intertoto

2003 - Primeira Ronda